# The Clovers
The Clovers waren eine US-amerikanische Rhythm-and-Blues-Vokalgruppe, die in den 1950ern eine Reihe von Hits hatte. Ihr bekanntester Titel ist der Song Love Potion No. 9 aus dem Jahr 1959.

## Karriere

Clovers – EP: The Clovers Sing

Die Gruppe entstand 1946 an der Armstrong High School in Washington, D.C. Die Gründungsmitglieder waren Harold "Hal" Lucas (Tenor/Bariton), Billy Shelton (Tenor) und Thomas Woods (Bass). Bald schloss sich ihnen John "Buddy" Bailey (Tenor) an, und Lucas übernahm den Bariton.
Vorbilder der Clovers waren Gruppen wie die Orioles und die Ravens. Im Laufe ihrer Karriere gab es etliche Personalwechsel, und die Größe der Gruppe schwankte zwischen Quintett und Trio.

Tippie & the Clovers – Bossa Nova Baby

1950 wurde Lou Krefetz der Manager der Gruppe. Er verschaffte ihnen einen Vertrag mit Rainbow Records, wo sie im November 1950 den Klassiker Yes Sir, That's My Baby produzierten. Im Februar 1951 wechselten sie zu Ahmet Ertegüns Atlantic Records. Die Gruppe bestand zu dieser Zeit aus Harold Lucas Junior, John Bailey, Harold Winley, Matthew McQuarter und dem Gitarristen Bill Harris.
Ihre erste Aufnahmesession bei Atlantic fand am 22. Februar 1951 in den Apex Recording Studios statt, aus der das lebhafte Don't You Know I Love You und die Ballade Skylark hervorgingen. Die hieraus im März 1951 entstandene Single erreichte die Spitzenposition der US-R&B-Charts und wurde über 250.000 Mal verkauft – ein hoher Umsatz für damalige Rhythm-&-Blues-Platten. Der Nachfolgetitel Fool, Fool, Fool (aufgenommen am 12. Juli 1951 in den WHOM-Studios) schaffte ebenfalls die Spitzenposition und verkaufte gar über 500.000 Exemplare. Am 19. Dezember 1951 entstand in den Atlantic-Studios mit One Mint Julep ein Hit, der bis auf Rang 2 der R&B-Charts vordringen konnte. Weitere Hits waren u. a. Ting-a-Ling (aufgenommen am 18. März 1952), Good Lovin’ (4. März 1953), Lovey Dovey (24. September 1953), Blue Velvet (16. Dezember 1954) und Devil or Angel (11. November 1955).
Als der Atlantic-Vertrag Ende 1957 auslief, brachte Krefetz die Clovers bei seinem eigenen Label Poplar Records unter, das schließlich von United Artists Records aufgekauft wurde. Hier hatten sie im Juli 1959 ihren größten Hit mit der humorvollen Leiber/Stoller-Komposition Love Potion No. 9, die 1965 von den Searchers gecovert wurde. Der Text handelt von einem bei Mädchen erfolglosen jungen Mann, der sich zu einer Wahrsagerin begibt, die ihm durch Händelesen auf den „Liebestrunk Nummer 9“ aufmerksam macht. Dieser wirkt unerwartet konsequent, denn der junge Mann küsst nun alles, was ihm in den Weg kommt, auch einen Polizisten. Nach dieser fatalen Wirkung fragt er sich, was dann erst nach Einnahme des „Liebestrunk Nummer 10“ passieren wird.
Nach dem Ende des Vertrags mit United Artists brach die Gruppe Ende 1961 auseinander. In der Folge gab es zeitweise verschiedene Versionen der Clovers gleichzeitig. Einige Ableger firmierten unter anderen Namen wie „Tippie and the Clovermen“, „Tippie and the Wisemen“, „The Fabulous Clovers“ oder „Tippie and the Clovers“. Die letztgenannte Formation mit dem Leadsänger Roosevelt „Tippie“ Hubbard nahm das Leiber-&-Stoller-Original Bossa Nova Baby am 19. Oktober 1962 als erste auf, das kurz darauf von Elvis Presley am 22. Januar 1963 für den Film Fun in Acapulco gecovert wurde.

## Auszeichnungen
1989 erhielten die Clovers den Pioneer Award der Rhythm and Blues Foundation. 2002 wurden sie in die Vocal Group Hall of Fame sowie in die United in Group Harmony (UGHA) Hall of Fame aufgenommen.

## Diskografie Singles
| Jahr | Titel Album                       | Höchstplatzierung, Gesamtwochen, AuszeichnungChartplatzierungen (Jahr, Titel, Album, Platzierungen, Wochen, Auszeichnungen, Anmerkungen, Label) | Höchstplatzierung, Gesamtwochen, AuszeichnungChartplatzierungen (Jahr, Titel, Album, Platzierungen, Wochen, Auszeichnungen, Anmerkungen, Label) | Anmerkungen | Label                       |
| Jahr | Titel Album                       | US | R&B | Anmerkungen | Label                       |
| ---- | --------------------------------- | --- | --- | --- | --------------------------- |
| 1951 | Don’t You Know I Love You         | — | R&B1 (21 Wo.)R&B | Erstveröffentlichung: März 1951 B-Seite: Skylark Autor: Ahmet Ertegün                                                        | Atlantic Records #934       |
| 1951 | Fool, Fool, Fool                  | — | R&B1 (22 Wo.)R&B | Erstveröffentlichung: August 1951 B-Seite: Needless Autor: Ahmet Ertegün                                                     | Atlantic Records #944       |
| 1952 | One Mint Julep                    | — | R&B2 (18 Wo.)R&B | Erstveröffentlichung: März 1952 B-Seite: Middle of the Night Autor: Ahmet Ertegün                                            | Atlantic Records #963       |
| 1952 | Middle of the Night               | — | R&B3 (8 Wo.)R&B | B-Seite von One Mint Julep Autor: Ahmet Ertegün                                                                              | Atlantic Records #963       |
| 1952 | Ting-A-Ling                       | — | R&B1 (14 Wo.)R&B | Erstveröffentlichung: Juni 1952 B-Seite: Wonder Where My Baby’s Gone Autor: Ahmet Ertegün                                    | Atlantic Records #969       |
| 1952 | Wonder Where My Baby’s Gone       | — | R&B7 (3 Wo.)R&B | B-Seite von Ting-A-Ling Autor: Ahmet Ertegün                                                                                 | Atlantic Records #969       |
| 1952 | Hey Miss Fannie                   | — | R&B2 (10 Wo.)R&B | Erstveröffentlichung: Oktober 1952 B-Seite: I Played the Fool Autor: Ahmet Ertegün                                           | Atlantic Records #977       |
| 1952 | I Played the Fool                 | — | R&B3 (9 Wo.)R&B | B-Seite von Hey Miss Fannie Autorin: Diane Alexis                                                                            | Atlantic Records #977       |
| 1953 | Crawlin’                          | — | R&B3 (12 Wo.)R&B | Erstveröffentlichung: Februar 1953 B-Seite: Yes, It’s You Autor: Rudy Toombs                                                 | Atlantic Records #989       |
| 1953 | Good Lovin’                       | — | R&B2 (18 Wo.)R&B | Erstveröffentlichung: Juni 1953 B-Seite: Here Goes A Fool Autoren: Danny Taylor, Leroy Kirkland, Ahmet Ertegün, Jerry Wexler | Atlantic Records #1000      |
| 1953 | Comin’ On                         | — | R&B9 (1 Wo.)R&B | Erstveröffentlichung: November 1953 B-Seite: The Feeling Is So Good Autor: Ahmet Ertegün                                     | Atlantic Records #1010      |
| 1954 | Lovey Dovey                       | — | R&B2 (21 Wo.)R&B | Erstveröffentlichung: Februar 1954 B-Seite: Little Mama Autoren: Eddie Curtis, Ahmet Ertegün                                 | Atlantic Records #1022      |
| 1954 | Little Mama                       | — | R&B4 (15 Wo.)R&B | B-Seite von Lovey Dovey Autoren: Carmen Taylor, Willis Carroll, Ahmet Ertegün, Jerry Wexler                                  | Atlantic Records #1022      |
| 1954 | Your Cash Ain’t Nothin’ But Trash | — | R&B6 (7 Wo.)R&B | Erstveröffentlichung: Juni 1954 B-Seite: I’ve Got My Eyes on You Autor: Jesse Stone                                          | Atlantic Records #1035      |
| 1954 | I’ve Got My Eyes on You           | — | R&B7 (9 Wo.)R&B | B-Seite von Your Cash Ain’t Nothin’ But Trash Autor: Paul Winley                                                             | Atlantic Records #1035      |
| 1954 | Blue Velvet                       | — | R&B14 (1 Wo.)R&B | Erstveröffentlichung: Dezember 1954 B-Seite: If You Love Me Autoren: Bernie Wayne, Lee Morris                                | Atlantic Records #1052      |
| 1955 | Nip Sip                           | — | R&B10 (2 Wo.)R&B | Erstveröffentlichung: August 1955 B-Seite: If I Could Be Loved By You Autor: Rudy Toombs                                     | Atlantic Records #1073      |
| 1956 | Devil or Angel                    | — | R&B3 (11 Wo.)R&B | Erstveröffentlichung: Januar 1956 B-Seite: Hey Doll Baby Autorin: Blanche Carter                                             | Atlantic Records #1083      |
| 1956 | Hey Doll Baby                     | — | R&B8 (10 Wo.)R&B | B-Seite von Devil or Angel Autor: Titus Turner                                                                               | Atlantic Records #1083      |
| 1956 | Love, Love, Love                  | US30 (13 Wo.)US | R&B4 (11 Wo.)R&B | Erstveröffentlichung: Mai 1956 B-Seite: Your Tender Lips Autoren: Mack David, Teddy McRae, Sid Wyche                         | Atlantic Records #1094      |
| 1959 | Love Potion #9                    | US23 (17 Wo.)US | R&B23 (3 Wo.)R&B | Erstveröffentlichung: Juli 1959 B-Seite: Stay Awhile Autoren: Jerry Leiber, Mike Stoller Rock and Roll Hall of Fame          | United Artists Records #180 |

Rainbow Records
- Yes Sir, That’s My Baby / When You Come Back to Me (#11-122), November 1950

Atlantic Records
- I Confess / Alrighty Oh Sweetie (#1046), Oktober 1954
- Love Bug / In the Morning Time (#1060), April 1955
- From the Bottom of My Heart / Bring Me Love (#1107), August 1956
- Baby Baby, Oh My Darling / A Lonely Fool (#1118), November 1956
- Here Comes Romance / You Good Looking Woman (#1129), März 1957
- I I I Love You / So Young (#1139), Mai 1957
- Down in the Alley / There’s No Tomorrow (#1152), August 1957
- Wishing for Your Love / All About You (#1175), Januar 1958

Poplar Records
- The Gossip Wheel / Please Come On to Me (#110), Juni 1958
- The Good Old Summertime / Idaho (#111), August 1958

United Artists Records
- Old Black Magic / Rock and Roll Tango (#174), Mai 1959
- One Mint Julep / Lovey (#209), Januar 1960
- Easy Lovin’ / I’m Confessin’ That I Love You (#227), Mai 1960
- Yes It’s You / Burning Fire (#263), November 1960
- Have Gun / The Honeydripper (#307), April 1961

Winley Records
- Wrapped Up in a Dream / Let Me Hold You (#255), Juni 1961
- Be My Baby / They’re Rockin’ Down the Street (#265), 1962
- Gotta Quit You / I Need You Now (#265/#266), 1962

Tiger Records
- (Tippie & Clovers): Bossa Nova, Baby / The Bossa Nova (My Heart Said) (#201), November 1962